# Eaux de Marseille
 (décembre 2020).
Si vous disposez d'ouvrages ou d'articles de référence ou si vous connaissez des sites web de qualité traitant du thème abordé ici, merci de compléter l'article en donnant les références utiles à sa vérifiabilité et en les liant à la section « Notes et références ».
La Société des eaux de Marseille, ou simplement Eaux de Marseille, est une entreprise française de gestion des services publics de l'eau et de l'assainissement, détenue par Veolia Eau. Elle fournit également des prestations en matière de sécurité sanitaire (dans les hôpitaux, écoles, etc.), de recherche de fuite, de gestion des effluents industriels (Heineken, Airbus, etc.), de sécurité incendie ainsi que de performances énergétiques au niveau du tri et de gestion des déchets, d'informatique, de solutions connectées, de travaux publics, d'éclairage public et d'électricité.
Le groupe se compose de 16 sociétés et compte en 2018 environ 2 000 salariés, pour un chiffre d’affaires de 337 millions d'euros.

## Histoire
Lorsqu’un incendie éclate, le 28 octobre 1938, dans les Nouvelles Galeries alors installées sur la Canebière, le réseau d’eau, complètement sous-dimensionné et vétuste, ne permet pas d'apporter aux pompiers toute l'eau qui leur est nécessaire, d’autant que les services de secours eux-mêmes, mal préparés, mal organisés et mal équipés, sont totalement dépassés par ce drame qui fera 200 victimes et prendra une ampleur nationale. Le maire de Marseille est limogé et la ville mise sous tutelle. Un « administrateur extraordinaire » est nommé par l’État avec pour mission, notamment, d'organiser la lutte contre les manques d’eau. Une Société d'Études des Eaux de Marseille est créée, en même temps qu'un Bataillon de marins-pompiers.
En 1941, la municipalité prend connaissance des travaux de la SEEM et confie la gestion de l’eau à une société, la Société des Eaux de Marseille, qui se substitue à elle dans le cadre d'un contrat de régie intéressée le 1er mars 1943.
En 1960, un contrat de concession remplace le contrat de régie et délègue à la SEM la responsabilité du service de l’eau (et de la gestion du canal de Marseille) à ses risques et périls sous le contrôle de la Ville de Marseille.
Le 1er janvier 2001, la Communauté urbaine Marseille Provence Métropole est créée et se substitue à la Ville de Marseille, qui lui transférera sa compétence dans le domaine de l'eau. L’échéance de cette délégation est fixée au 31 décembre 2013.
Le 1er juillet 2014, un nouveau contrat de délégation de service public du service de l'eau, attribué à la SEM, prend effet, sur l'ensemble du territoire communautaire, pour une durée de quinze ans. Ce contrat prévoit la constitution d'une structure juridique destinée au service de l'eau, la SEMM, Société des Eaux de Marseille Métropole.

## Activité du groupe
Le groupe Eaux de Marseille assure la production et la distribution d’eau potable pour 70 communes en Provence, soit environ deux millions d'habitants, ainsi que pour 300 entreprises et industriels.
À travers ses filiales, Eaux de Marseille déploient également ses compétences dans la gestion des déchets urbains ou industriels, dans l'électricité et l'éclairage public ainsi que pour les solutions numériques adaptées aux métiers de l'eau.
Elle propose ses prestations, aux collectivités, aux entreprises et aux particuliers, en France comme à l'étranger, notamment au Maroc avec sa filiale Eaux de Marseille Maroc.

### Source
- « Qui sommes-nous ? », sur Eaux de Marseille (consulté le 25 décembre 2023)